# جامبولونیا
جامبولونیا (ایتالیایی: Giambologna; ۱۵۲۹ – ۱۳ اوت ۱۶۰۸) مجسمه‌ساز فلاندری مقیم ایتالیا بود. تندیس‌های مرمر و برنز او از آثار شاخص اواخر سبک‌های رنسانس و منریسم به‌شمار می‌رود.

## نگارخانه

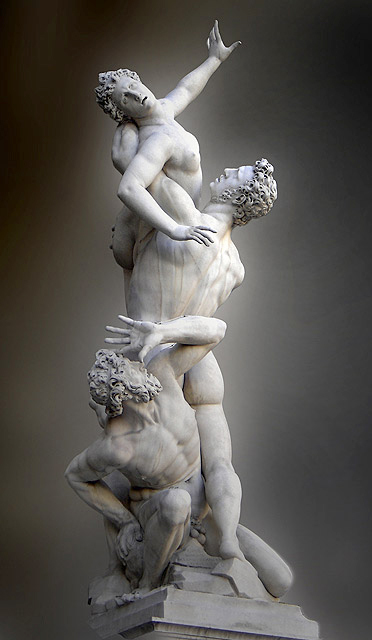
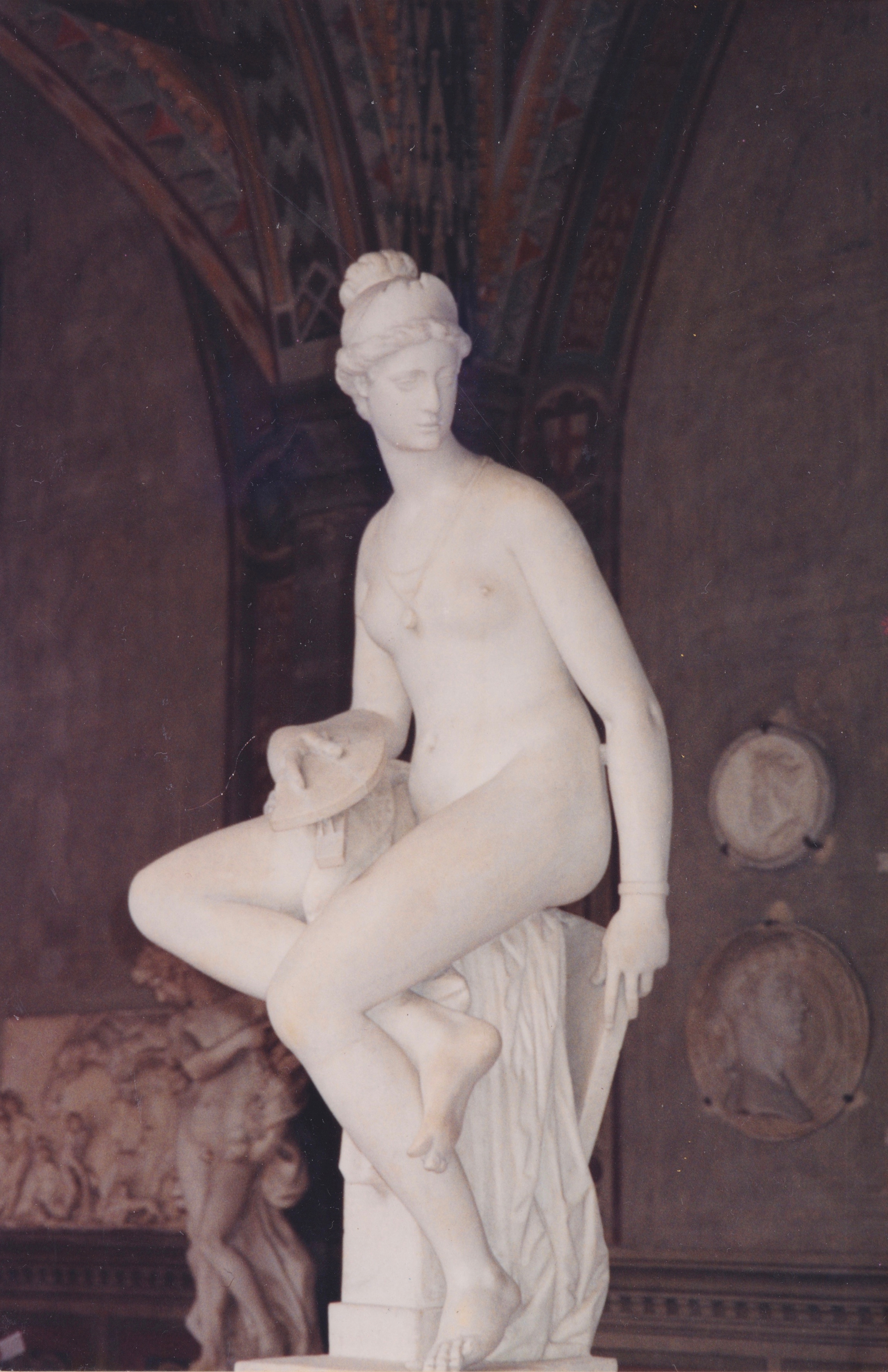
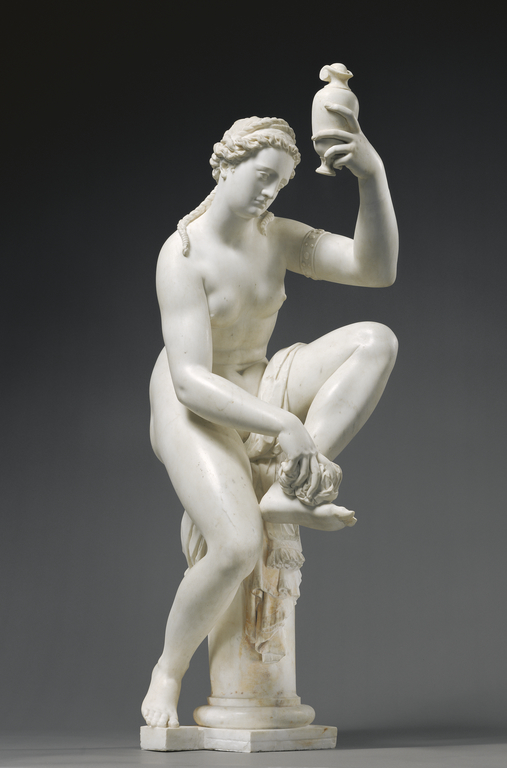
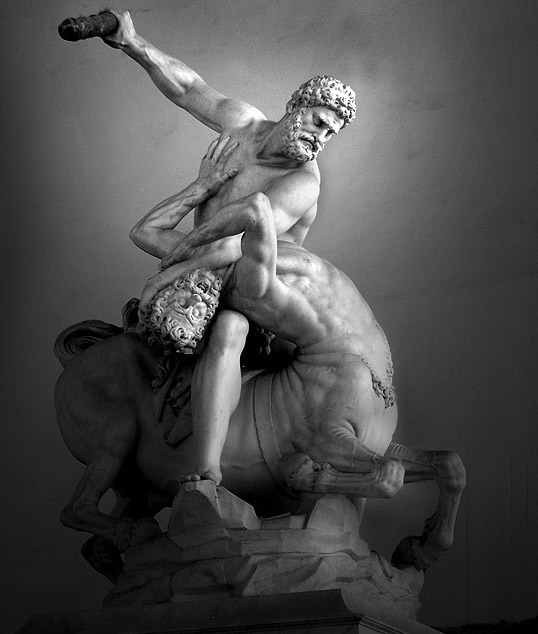